# Septimi (usurpador)
Septimi o Septimí (en llatí Septimius o Septiminus) va ser un dels usurpadors del tron imperial romà. Va ser proclamat emperador per les legions a Dalmàcia l'any 271, durant el regnat de l'emperador Aurelià.
La proclamació s'havia fet davant l'amenaça d'una invasió dels gots, però quan va passar el perill, Septimi va ser mort per les seves pròpies tropes.